# 東京奥多摩のヒカリ
『東京奥多摩のヒカリ』（とうきょうおくたまのヒカリ）は、磯本つよしによる日本のバイク漫画作品。少年画報社YCコミックスより出版された。単行本は全1巻。

## あらすじ
東京奥多摩の駐在所勤務の婦人警察官ヒカリは夜は自前のバイクで峠を飛ばす悪質なライダーを取り締まる凄腕のライダー。親友のさんちゃんと奥多摩の平和を守っていたが…。

## 登場人物
ヒカリ
東京奥多摩の駐在所勤務の婦警。昼間は平凡な警察官だが、夜間は ドゥカティのF1にまたがり悪質なライダーを取り締まる。
さんちゃん
ヒカリの友人でバイクのメカニック担当。
ノブさん
駐在所の警官。

## 単行本
- ヤングキングコミックス少年画報社全1巻

ISBN 978-4-7859-2810-0